# 初恋 (矢井田瞳の曲)
「初恋」（はつこい）は、2006年11月1日に発売された矢井田瞳の16枚目のシングル。発売元は青空レコード。

## 解説
- 後に発売されるアルバム「IT'S A NEW DAY」からの先行シングルとなる。
- 表題曲へのコメントとして、矢井田は「初恋を綺麗な思い出に仕上げるのに、こんなにも時が流れた。」と語っている。

## 収録曲
全作詞・作曲:矢井田瞳、全編曲:村田昭・矢井田瞳
1. 初恋 (4:40)
表題曲。日本テレビ系「音楽戦士 MUSIC FIGHTER」11月度POWER PLAY
2. Tea-time (3:19)

## 収録アルバム
- IT'S A NEW DAY (#1,2)
- THE BEST OF HITOMI YAIDA (#1)